# Suseł perełkowany
Suseł perełkowany (Spermophilus suslicus) – średniej wielkości gryzoń z rodziny wiewiórkowatych. Wielkością i kształtem zbliżony do wiewiórki, ale różni się od niej barwą sierści, mniejszymi uszami i krótszym ogonem. Jest gatunkiem endemicznym we wschodniej Europie. Występuje w Rosji, na Ukrainie, w Mołdawii, w niewielkim zakresie na Białorusi oraz w południowo-wschodniej Polsce. Suseł perełkowany jest zaliczany do gatunków zanikających. W Polsce spotykany jest jedynie między Wieprzem a Bugiem i jest objęty ochroną gatunkową, zaś cztery zwarte kolonie są objęte ochroną rezerwatową.

## Systematyka
Suseł perełkowany po raz pierwszy został opisany przez Johanna Güldenstaedta w 1770 jako Mus suslicus. W 1816 roku Lorenz Oken użył nazwy rodzajowej Citellus, ale Międzynarodowa Komisja Nomenklatury Zoologicznej anulowała to oznaczenie w 1956 roku. W 1825 roku Frédéric Cuvier włączył gatunek do nowego rodzaju Spermophilus.
Podgatunki:
- S. suslicus suslicus Güldenstaedt, 1770 – typowa lokalizacja: Tambow, Rosja[5]
- S. suslicus boristhenicus Pusanov, 1958 – typowa lokalizacja: między Dniestrem a Bugiem, Ukraina[9][5]
- S. suslicus guttatus Pallas, 1770 (syn.: S. suslicus guttulatus Schinz, 1845; S. suslicus leucopictus Dondorff, 1792)[5]
- S. suslicus volhynensis Reshetnik, 1946 – typowa lokalizacja: północno–wschodnia część obwodu wołyńskiego, na prawym brzegu Bugu, w rejonie Łucka i Równego, Ukraina[1]
- S. suslicus ognevi Reshetnik, 1946 – typowa lokalizacja: między Dniestrem a Prutem, Ukraina[1]

Polskie populacje S. suslicus zostały w 1984 roku zaliczone do podgatunku S. suslicus volhynensis. Ze względu na wyraźne zróżnicowanie w obrębie populacji występującej na Wołyniu i w konsekwencji wydzielenie z niej odrębnego podgatunku z lokalizacją, której granicę zachodnią wyznacza rzeka Bug, coraz częściej pojawiał się jednak pogląd, że polskie susły perełkowane powinny być zaliczane do podgatunku S. suslicus boristhenicus. Dla naukowców ekspansja gatunku z rejonu Lwowa zdawała się bardziej prawdopodobna, bowiem w migracji gatunku od strony Wołynia naturalną przeszkodę stanowiłby Bug. Badania genetyczne susłów z polskiej (kolonia w Chochłowie) oraz lwowskiej populacji (z kolonii w miejscowościach: Boratyn, Chorobrów, Murowane i Sawczyn) wykazały ich bliskie pokrewieństwo. Wyniki tych badań dają więc potwierdzenie tezie, że populację susła perełkowanego z Chochłowa należy zaliczać do formy S. suslicus boristhenicus. Te same badania wykazały jednak bliższe pokrewieństwo pozostałych polskich kolonii z populacjami S. suslicus volhynensis, czyli z podgatunkiem z Wołynia. Jest więc prawdopodobne, że w Polsce występują równolegle przedstawiciele dwóch wymienionych podgatunków. Badacze nie wykluczają jednak, że polskie susły spokrewnione z S. suslicus volhynensis powinny zostać wydzielone do szóstego, odrębnego podgatunku.
Analiza przeprowadzona w 2024 roku przez rosyjskich zoologów wykazała że populacja z Polski, Mołdawii, Białorusi i południowo-zachodniej Ukrainy różni się kariotypem, morfologią i mtDNA od populacji z południowo-wschodniej Ukrainy i Rosji, i powinna być uznana za odrębny gatunek – S. odessanus; naturalną barierą pomiędzy obiema populacjami jest rzeka Dniepr.

### Etymologia
Nazwa rodzajowa Spermophilus pochodzi od dwóch greckich słów (gr. σπέρματος spermatos – nasiono – oraz φιλέω phileo – kochać) i można ją przetłumaczyć jako: „lubiący nasiona”. Synonimiczna nazwa rodzajowa Citellus pochodzi od łacińskiego określenia susła. Niektórzy autorzy wywodzą także tę nazwę od łacińskiego „citus”, czyli słowa odnoszącego się do szybkości zwierzęcia.

#### Polskie nazewnictwo
Polska nazwa „suseł” pochodzi prawdopodobnie od prasłowiańskiego słowa „susati” używanego na określenie syczenia, świstania czy szeleszczenia. Pierwsze pisemne wzmianki o susłach pochodzą z XV wieku, kiedy to używano dla nich określenia „susołek”, a we wschodnich częściach kraju „suslik”. Słowo „suslik” do dziś funkcjonuje w rosyjskojęzycznych nazwach susłów. Słowo
„perełkowany” wiąże się z ubarwieniem futra zwierzęcia. Żółtawo-szaro-brązowa sierść susła perełkowanego jest nakrapiana wyraźnymi białymi plamkami – „perełkami” utworzonymi przez kępki włosów wybarwionych na końcach na biało. Plamki kontrastują z sąsiadującymi fragmentami wybarwionymi na ciemno. W XIX wieku używano także alternatywnego określenia dla tego susła – „kroplisty”.

## Genetyka
Garnitur chromosomowy Spermophilus suslicus tworzy 36 par chromosomów, lecz zoolodzy zwracają uwagę, że w koloniach zlokalizowanych na wschód od Dniepru kariotyp składa się z 34 chromosomów. Wielu taksonomów wydziela te osobniki do odrębnego gatunku określanego S. odessanus, który tworzy populację bardziej narażoną na wyginięcie niż Spermophilus suslicus.
Osobniki susła perełkowanego z populacji żyjącej w rejonie portu lotniczego Lublin–Świdnik są do siebie genetycznie bardzo podobne. Jest to prawdopodobnie efekt inbredu, bowiem cała populacja kolonii jest potomstwem kilkudziesięciu sztuk susłów przypadkowo introdukowanych z Zamojszczyzny.

## Budowa ciała

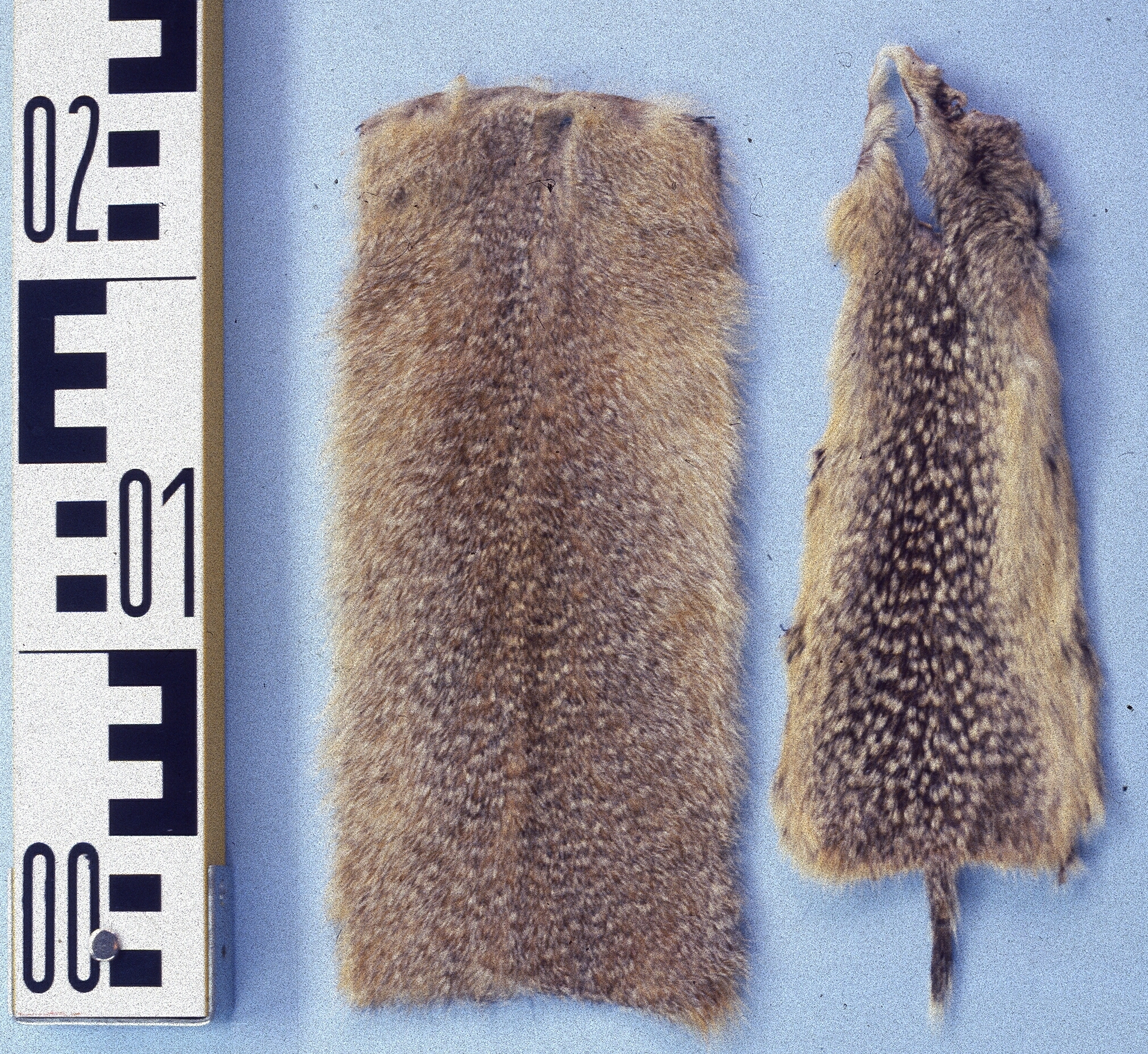
Po prawej futro susła perełkowanego

Suseł perełkowany jest gryzoniem o średniej wielkości (178–247 mm), podobnym do wiewiórki. Różni się od niej ubarwieniem sierści, długością ogona i uszu. Porośnięty sztywną sierścią ogon ma długość 2,5–5,6 cm. Uszy bardzo krótkie, niemal całkowicie ukryte w sierści głowy. Gęsta, żółtawo-szaro-brązowa sierść części grzbietowej jest nakrapiana wyraźnymi białymi plamkami – „perełkami” – o średnicy około 4 mm. Sierść na klatce piersiowej jest szaro-ruda lub szaro-żółta, zaś na bokach żółtawo-szara. Sierść starszych susłów staje się jaśniejsza od sierści młodych osobników po linieniu. Oczy duże, ciemne, o żółtawej źrenicy. Przednie, chwytne łapy są wyposażone w 4 palce i mają płaskie, długie i mocne pazury, pomocne w kopaniu nor. Łapy tylne mają po 5 palców. W zależności od pory roku, masa ciała dorosłego susła może wynosić od 170 g do 450 g, a wyjątkowo nawet do 490 g. Masa ciała zwiększa się w okresie od wiosny do jesieni, kiedy susły przygotowują się do przetrwania zimy. Podczas snu zimowego organizm susła czerpie energię z nagromadzonych wcześniej zapasów tłuszczu, więc do wiosny masa ciała powoli spada. Dorosłe samce są większe od samic. Wzór zębowy susła perełkowanego: {\displaystyle {\tfrac {1023}{1013}}}.

## Tryb życia
S. suslicus jest zwierzęciem stadnym i wiedzie życie w rodzinnych grupach. Rodzinne klany łączą się razem w kolonie, które wspólnie zajmują dane siedlisko. Każdy suseł buduje swoją oddzielną, indywidualną norę. Motorem rozbudowy kolonii są migracje samców, które, dołączając do innej grupy, przyczyniają się do wymiany materiału genetycznego.

### Aktywność dobowa
Suseł perełkowany prowadzi dzienny tryb życia. Aktywność jest zależna od panującej pogody. W dni deszczowe gryzoń nie opuszcza kryjówki, natomiast w dni słoneczne aktywność rozpoczyna w godzinach porannych. Z nory wychodzi zazwyczaj między 8.00 a 9.00, ale zdarzają się osobniki zaczynające aktywność o 1–2 godziny wcześniej. Do południa norę opuszcza około 93% susłów. Po południu – szczególnie u starszych osobników – następuje wyraźne zmniejszenie aktywności, która wzrasta ponownie między 16.00 a 18.00. Do nor chowają się przed zmrokiem, kiedy obniża się temperatura powietrza i rośnie wilgotność. Sporadycznie można jednak zaobserwować pojedyncze osobniki poza norą także po zmroku.

### Roczny cykl życiowy

#### Wiosna

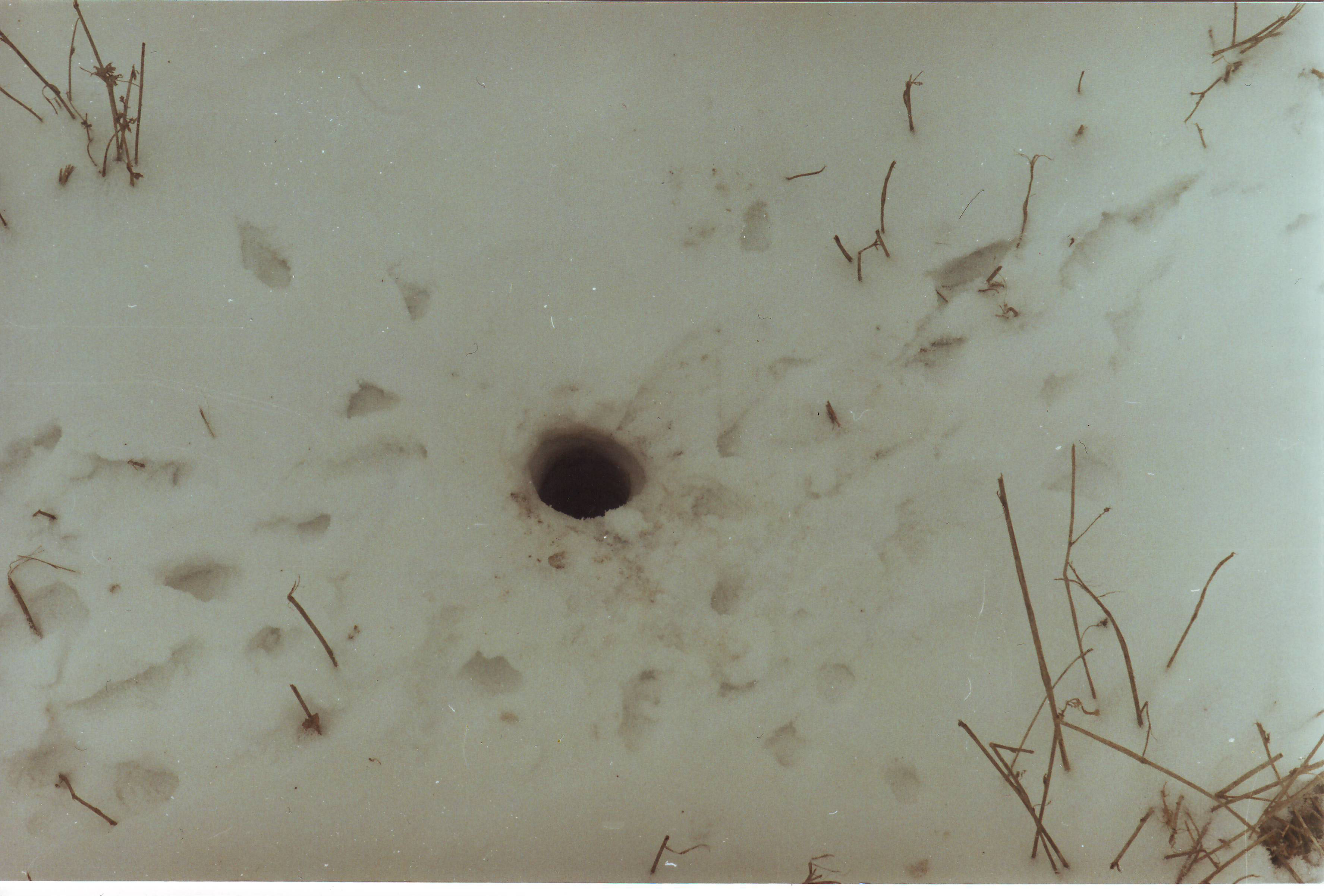
Ślady pierwszego opuszczenia nory na wiosnę – rejon Odessy

Suseł perełkowany – jak przedstawiciele wszystkich gatunków rodzaju Spermophilus – spędza większą część swojego życia w stanie hibernacji. Aktywność rozpoczyna wczesną wiosną. Wówczas budzi się ze snu zimowego i wychodzi z nory. Sam okres budzenia nie jest stały i trwa zazwyczaj 11–15 dni, a dokładny czas zależy od zmienności klimatycznej i od lokalizacji geograficznej danej kolonii. Im dłużej utrzymują się chłody, tym bardziej czas opuszczenia nory się opóźnia. Najpierw ze snu budzą się samce (w Polsce – w połowie marca), a dopiero w około 2 tygodnie później samice. Takie zachowanie jest wspólne dla plemienia świstaków. Największa liczba susłów opuszcza norę, gdy temperatura powietrza zaczyna przekraczać 10 °C i nie spada poniżej 0 °C. U samców zaraz po przebudzeniu rusza intensywna spermatogeneza i proces rozwoju jąder. Gruczoły płciowe dodatkowe męskie (glandulae genitales accessoriae masculine) znacznie się powiększają tak, że samce zaraz po przebudzeniu samic są w gotowości do zalotów. Rywalizacja o partnerki bywa często dość agresywna, a rozpoczyna się od intensywnego poszukiwania na dość rozległych terenach. W ten sposób kolonie rozszerzają się, a materiał genetyczny ulega przemieszaniu. Susły perełkowane są zwierzętami monoestralnymi, czyli rozmnażającymi się tylko jeden raz w roku. Ruja rozpoczyna się w kwietniu, a jako pierwsze w tę fazę wchodzą samice dorosłe, czyli dwuletnie i starsze. Estrus u osobników jednorocznych rozpoczyna się później i nie występuje u wszystkich samic danego rocznika. Susły na ten krótki czas łączą się w pary i tylko wtedy razem przebywają w jednej norze. Po trwających od kilku godzin do 2 dni godach partnerzy wracają do samotnego trybu życia. U samców po okresie kopulacji odnotowano zanik gonad.

#### Rozród
Ciąża trwa od 22 do 26 dni. Liczba embrionów u samicy zawiera się zwykle w przedziale 6 do 9, z których rodzi się 3 do 8 młodych (zwykle 4–7, średnio 5,5). Masa ciała susła po urodzeniu wynosi 30–50 g, by w pełni lata wzrosnąć do 120–240 g. Młode rodzą się nagie i ślepe. Oczy otwierają po około 3 tygodniach; matka karmi je przez 4–5 tygodni. Po tym okresie, mniej więcej w trzeciej dekadzie maja, zaczynają opuszczać norę. Od tego momentu zaczynają przyjmować pokarm stały. Po 7–10 dniach od pierwszego wyjścia zaczynają wieść samodzielne życie, ale przez okres 1–2 miesięcy żerują samodzielnie, ale pozostają pod opieką samicy. Nieco szybciej usamodzielniają się samce. Od początku czerwca do połowy lipca trwa ekspansywne rozsiedlanie kolonii. Część młodych pozostaje blisko rodzinnej nory, a część rusza dalej w poszukiwaniu nowego miejsca. Pierwsze próby kopania własnych nor podejmowane są już po miesiącu od opuszczenia nory rodzinnej. Młode zajmują także opuszczone nory albo przysposabiają nory kretów. Badania przeprowadzone w 1984 roku wykazały, że w badanej populacji w pobliżu nory macierzystej pozostawało 40,7% młodych, zaś pozostałe migrowały w promieniu 50 m. Późniejsze badania udowodniły, że susły migrują także dalej – w promieniu 500 m. Migracje są konieczne dla przetrwania gatunku. Przy zbyt dużym zagęszczeniu susły przestają się rozmnażać.

#### Przygotowania do zimy

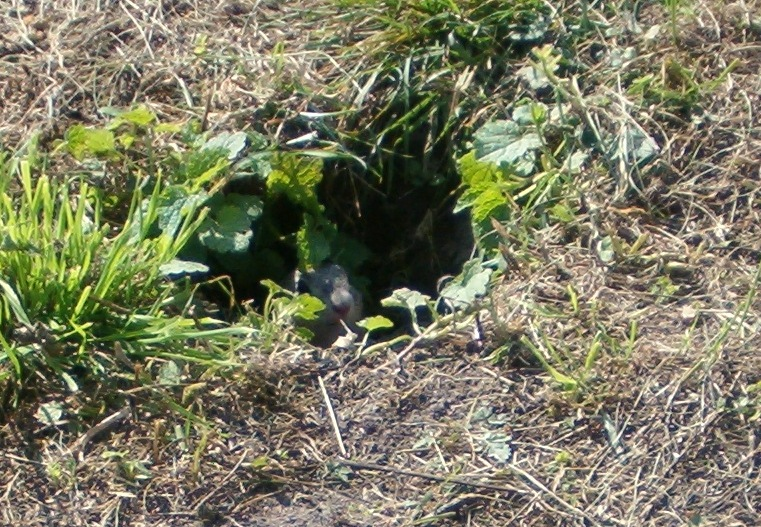
Suseł perełkowany u wylotu nory

Okres przygotowań do snu zimowego rozpoczyna się na przełomie lipca i sierpnia. Susły zaczynają się odżywiać kaloryczniej, przyjmują więcej węglowodanów pochodzących z nasion traw, a tkanka tłuszczowa brunatna znacznie się rozbudowuje tworząc rezerwę energetyczną na czas hibernacji. Masa ciała susła zaczyna się więc w tym okresie wyraźnie zwiększać. Każdy suseł rozpoczyna też indywidualne przygotowywanie nory na okres zimowy. Budowane są nowe nory, przebudowywane stare, a w bocznych odgałęzieniach korytarzy magazynowane są niewielkie ilości żywności. Do spiżarni trafiają nasiona traw, w tym zbóż, ostrożnia i fiołków. Ukośny korytarz zostaje zasypany od środka ziemią, pozyskaną z wydrążonego dodatkowego pionowego szybu, który kończy się ślepo 20–30 cm poniżej poziomu ziemi. To miejsce, które izoluje norę przez zimę, a na wiosnę pozwala na szybkie dokończenie otworu i wydostanie się na powierzchnię. Dorosłe susły rzadko opuszczają nory już we wrześniu. Aktywność samców i samic gwałtownie zmniejsza się w tym samym okresie. Młode potrzebują nieco więcej czasu na przygotowanie nory i zgromadzenie większej ilości tłuszczu, więc widywane są na zewnątrz nor do października.

#### Sen zimowy
Zimę suseł perełkowany spędza w stanie hibernacji. Susły zimują samotnie, każdy w oddzielnej norze. Impulsem zewnętrznym hibernacji jest obniżenie się temperatury otoczenia do 10 °C. Dzięki okresowemu spowolnieniu procesów metabolicznych temperatura ciała obniża się do 2,8 °C, częstotliwość pracy serca zmniejsza się z 300 do 4–7 skurczów na minutę, a aktywność płuc spada nawet do 1 oddechu na minutę. Nerki i pozostałe narządy wewnętrzne także spowalniają pracę – aktywność ruchowa zamiera. Na czas hibernacji suseł zwija się w kłębek i chowa głowę oraz łapy pod tułowiem. Śpi przez 6 miesięcy, rzadko się budząc. Śmiertelność susłów w czasie zimy jest duża. Może być skutkiem wyjątkowo ostrej, ale także wyjątkowo łagodnej zimy. Gdy temperatura otoczenia jest za wysoka, suseł zbyt często się przebudza, co skutkuje znaczną redukcją tkanki tłuszczowej brunatnej i w konsekwencji szybkim zmniejszaniem zapasów energetycznych organizmu. Badania przeprowadzone w latach 1982–1983 wykazały, że między sierpniem a majem w kolonii w rezerwacie Popówka zginęło 32% susłów. Badania z lat 1961–66 wykazały śmiertelność susłów z kolonii w Sławęcinie na poziomie 63%.
Suseł perełkowany na wolności żyje do 5 lat, a w hodowli do lat 8.

## Komunikacja i zachowania ochronne

### Wzrok
Susły perełkowane są zwierzętami czujnymi i płochliwymi. Wśród zmysłów pomagających susłowi w szybkim zdobyciu informacji o zbliżającym się zagrożeniu najlepiej rozwinięty jest wzrok. Susły wypatrują zagrożenia, stojąc w pozycji „słupka”, co pozwala na obserwowanie ponad poziomem niskiej roślinności i małych przeszkód terenowych. Suseł, stojąc w pozycji wyprostowanej, potrafi wypatrzyć zagrożenie prawdopodobnie nawet ze 150 m. Człowiek może się zbliżyć do obserwującego susła na około 40 m i nie spotyka się to z reakcją zwierzęcia. Dalsze zbliżanie się intruza (do odległości około 30 m) jest możliwe tylko przy wykonywaniu bardzo spokojnych ruchów. W przeciwnym wypadku suseł natychmiast schowa się do nory. Młode susły są mniej płochliwe od dorosłych i pozwalają podejść obserwatorowi nawet na 7–10 m. Młode napotkane w sporej odległości od nory starają się raczej przywrzeć do ziemi i przeczekać zagrożenie, wykorzystując maskujące wybarwienie futra.
Sam proces obserwacji i ucieczki przed zagrożeniem można podzielić na etapy. Dopóki człowiek nie przekroczy odległości uznawanej przez susła za bezpieczną, zwierzę stoi w wyprostowanej pozycji obserwacyjnej. Po przekroczeniu przez intruza tej granicy suseł biegnie w pobliże swojej nory, po czym znów staje w postawie „słupka” i obserwuje. W dalszym etapie przyczaja się przy wejściu do nory na czterech łapach. Jeśli intruz nadal się zbliża, to suseł natychmiast wskakuje do środka.

### Słuch i wydawane dźwięki
S. suslicus ma dobry słuch, ale reakcja na dźwięki nie jest zbyt gwałtowna. Głośne okrzyki, wydawane (z bezpiecznej odległości) przez ludzi, susła nie płoszą. Na świdnickim lotnisku zaobserwowano, że susłów nie niepokoił i nie płoszył hałas wydawany przez kołujące czy startujące samoloty lub śmigłowce.
Suseł potrafi wydawać głośne gwizdy. Gama wydawanych odgłosów jest dość bogata. Można rozróżnić odgłosy wydawane w pobliżu własnej nory, dźwięki wydawane podczas walki z innym osobnikiem czy też swoiste „miauczenie” przestraszonego bądź złapanego susła. Przed zbliżającym się niebezpieczeństwem susły ostrzegają się przenikliwym gwizdem.
U większości ssaków występuje prosta korelacja: większa masa ciała u dorosłych osobników jest związana z niższą częstotliwością i dokładniej rozdzielonym formantem wydawanego głosu (wokalizy) w stosunku do osobników młodych. U susłów perełkowanych takiej korelacji nie ma. Średnie maksymalne podstawowe częstotliwości nie różnią się znacząco między młodymi a dorosłymi. Naukowcy zauważają tę prawidłowość adaptacji zachowań wokalnych młodych i uznają ją za rodzaj mimikry w naśladowaniu głosu dorosłych, pomagającej w ukryciu dźwiękowych oznak młodego wieku. Takie zachowanie pomaga w zamaskowaniu obecności młodych osobników, co jest dla nich pomocne w ochronie przed drapieżnikami.

## Rozmieszczenie geograficzne
Suseł perełkowany jest gatunkiem endemicznym we wschodniej Europie. Występuje w Rosji, na Ukrainie, w Mołdawii, w niewielkim zakresie na Białorusi oraz w południowo-wschodniej Polsce.
Północno-wschodni zasięg występowania gatunku ma granicę w Rosji w rejonie miasta Kazań. Stamtąd północna granica biegnie na zachód w rejon Riazania, dalej biegnie brzegiem Oki do okolic Kaługi. Tu skręca na południe do miasta Orzeł, po czym znów skręca na zachód po Poczep w Obwodzie briańskim i dalej na południowy zachód do Prutu po jego ujście do Morza Czarnego, przez Odessę po ujście Dniepru i dalej jego brzegiem po Połtawę, przez Charków, Siewierodonieck, Millerowo, Uriupinsk do Saratowa, skąd na północ brzegiem Wołgi do Kazania. Populacje polskie i białoruskie są izolowane. Na Białorusi zasiedlają obszary wokół Baranowiczów, a w Polsce mieszczą się w obszarze między Zamościem, Hrubieszowem i Tomaszowem Lubelskim oraz w najbardziej wysuniętej na zachód eksklawie w Świdniku koło Lublina.

### Polska populacja
Źródła historyczne z połowy XIX wieku lokowały susła perełkowanego w okolicach Zamościa, Chełma, w kierunku Hrubieszowa po Szczebrzeszyn. Stanowiska susła odnotowywano również koło Dąbrowicy, Radzięcina i Frampola. Opisywane były także dane, według których lubelskie populacje nie były całkiem izolowane od głównego zasięgu występowania gatunku, ale istniały kolonie susłów perełkowanych na Wołyniu i Podolu. Według tych danych gatunek miał swoje kolonie w rejonie Lwowa, Włodzimierza, Sokala, Bełza i Rawy Ruskiej.

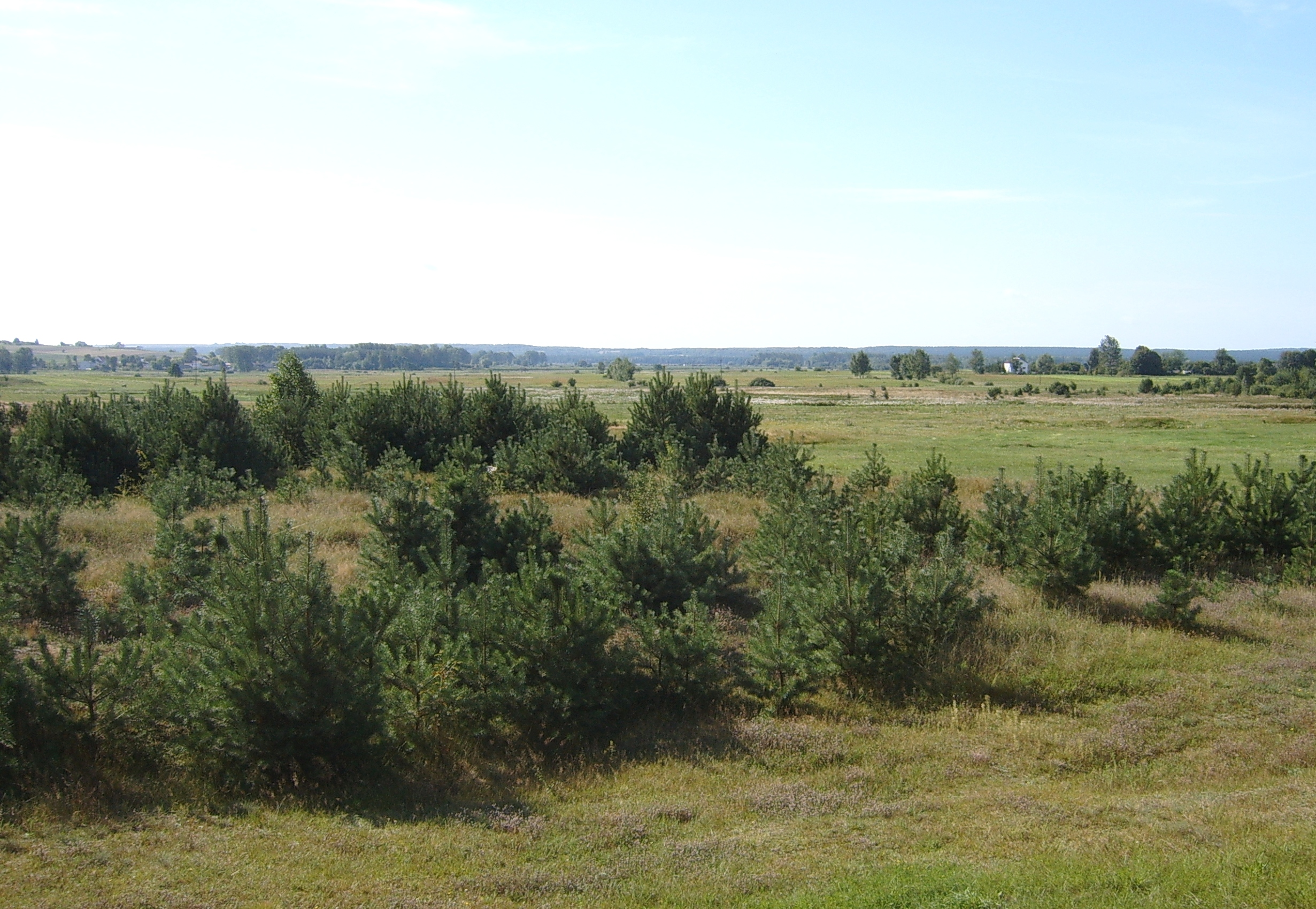
Rezerwat przyrody Hubale

Znaczna część stanowisk susła perełkowanego objęta została ochroną rezerwatową:
- „Popówka” – 53 ha w gminie Miączyn[30]
- „Hubale” – 35 ha we wsi Hubale w gminie Zamość[31]
- „Wygon Grabowiecki” – 6,36 ha gmina Grabowiec[32]
- „Suśle Wzgórza” – 27 ha we wsi Chochłów, gmina Dołhobyczów[33]

W innych miejscach występowania projektowane jest utworzenie rezerwatów:
- „Błonia Nadbużańskie” w gminie Hrubieszów – kolonia skrajnie zagrożona
- „Pastwiska nad Huczwą” w gminie Tyszowce – planowana powierzchnia: 12 ha
- „Gliniska” w gminie Uchanie[34] – gdzie w miejscu kolonii, która wyginęła w latach 1993-94, planowana jest reintrodukcja gatunku.

Największą polską kolonią była populacja zasiedlająca stanowisko „Świdnik” w miejskiej gminie Świdnik zlokalizowane na terenie lotniska trawiastego. Planowana w tym miejscu budowa Portu Lotniczego Lublin zagrażała populacji susłów – lokalne władze zawarły porozumienie z organizacjami ekologów, co pozwoliło na zmianę lokalizacji pasa startowego oraz na utworzenie Fundacji Ochrony Susła Perełkowanego, która ma koordynować działania zmierzające do ochrony gatunku. Działania zdają się być niezbędne, bowiem mimo iż w latach 1990-98 liczebność kolonii była oceniana na 11 tys. osobników, a w 2004 roku na 12,5 tys. sztuk, liczebność populacji zaczęła gwałtownie spadać do poziomów 9,4 tys. (2006), 6 tys. (2007) i wręcz do 300 sztuk w 2009 roku, a w 2011, jak wskazują inne źródła, nawet do 10 osobników.
Na znaczny spadek liczebności populacji wpłynęły prawdopodobnie stosunkowo wysokie temperatury w zimie 2006/2007, które skutkowały licznymi, wyczerpującymi energetycznie, przebudzeniami w trakcie hibernacji. Osłabione w ten sposób zwierzęta nie dotrwały do wiosny. Niekorzystny wpływ na losy kolonii miało także ubożenie roślinności w obrębie siedliska. Zaprzestano nawożenia, co przy stosunkowo ubogim zestawie roślinności siedliska zmniejszyło szanse susłów na zgromadzenie odpowiednio odżywczych zapasów na zimę.
Po badaniach liczebności populacji w 2011 roku Regionalna Dyrekcja Ochrony Środowiska i działającą przy lotnisku Fundacja Ochrony Susła Perełkowanego podjęła próbę odtworzenia kolonii. Z rezerwatu „Popówka” w gminie Miączyn przywieziono 150 susłów i wsiedlono je na terenie stanowiska „Świdnik”. Za przesiedlenie zapłacił Port Lotniczy. Reintrodukcja nie powiodła się. Zawiniła mroźna i śnieżna zima w 2013 roku. Śnieg zalegiwał do kwietnia, czyli do okresu, w którym rozpoczyna się ruja, i uniemożliwiał zwierzętom nawiązanie kontaktu. Susły, które przetrwały zimę, były znacznie osłabione długotrwałym oddziaływaniem niskiej temperatury i przedłużającym się brakiem wysokoenergetycznego pożywienia. Na lipiec 2014 zaplanowano kolejną próbę reintrodukcji grupy susłów z rezerwatu „Popówka”.
Kolonia w Świdniku jest populacją introdukowaną, bowiem rejon, na którym znajduje się lotnisko, jest zlokalizowany zdecydowanie poza obszarem naturalnego występowania susła perełkowanego. Introdukcja była przypadkowa i wiązała się z okazjonalnym przewożeniem przez użytkownika ogródka działkowego, zlokalizowanego w pobliżu świdnickiego lotniska, susłów odłowionych w jego rodzinnym Chochołowie, czyli z obszaru późniejszego rezerwatu „Suśle Wzgórza”. W ten sposób w latach 1976–1978 wsiedlono na terenie przyległym do lotniska około 40 osobników, które znalazły tu doskonałe warunki rozwoju i dały początek wielkiej kolonii.

## Ekologia
Suseł perełkowany zasadniczo jest roślinożercą. Żywi się nasionami, zielonymi częściami roślin, kłączami, cebulami i bulwami. Do menu zalicza się mniszek pospolity, krwawnik pospolity, koniczyna łąkowa, koniczyna biała, koniczyna drobnogłówkowa, lucerna nerkowata, babka zwyczajna i lancetowata i różne rośliny pastewne. Chętnie zjada pszenicę. Składniki pożywienia zmieniają się wraz z porami roku. Na wiosnę susły żywią się podziemnymi pędami roślin, a na powierzchni – nasionami krwawnika i plewami. Na przełomie wiosny i lata w menu pojawiają się kwiaty, rośliny uprawne (buraki cukrowe, kapusta) i nasiona dzikich traw, a w sierpniu i we wrześniu dominują nasiona. Menu staje się tym treściwsze, im bliżej do jesieni, kiedy suseł przygotowuje się do snu zimowego. Sporadycznie, głównie na wiosnę, gdy po hibernacji rośnie zapotrzebowanie organizmu na białko, suseł zjada też pokarm zwierzęcy. Jego zdobyczami bywają owady, dżdżownice, jaszczurki, jaja ptaków, pisklęta oraz padlina.
Drapieżniki zagrażają susłom szczególnie w szczycie aktywności rocznej, czyli w sezonie wiosenno-letnim. Wówczas susły stają się dość łatwym celem myszołowa zwyczajnego, błotniaka łąkowego, błotniaka zbożowego, pustułki, jastrzębia, orzełka włochatego, kani rudej, kani czarnej, orlika krzykliwego, kruka, raroga zwyczajnego, błotniaka stepowego oraz gawrona i sroki. Do ptaków rzadziej atakujących susły należą wrona i bocian biały. Do naziemnych wrogów susła perełkowanego należy łasica pospolita, gronostaj europejski, tchórz stepowy, lis rudy, kot domowy i pies domowy.

### Siedlisko

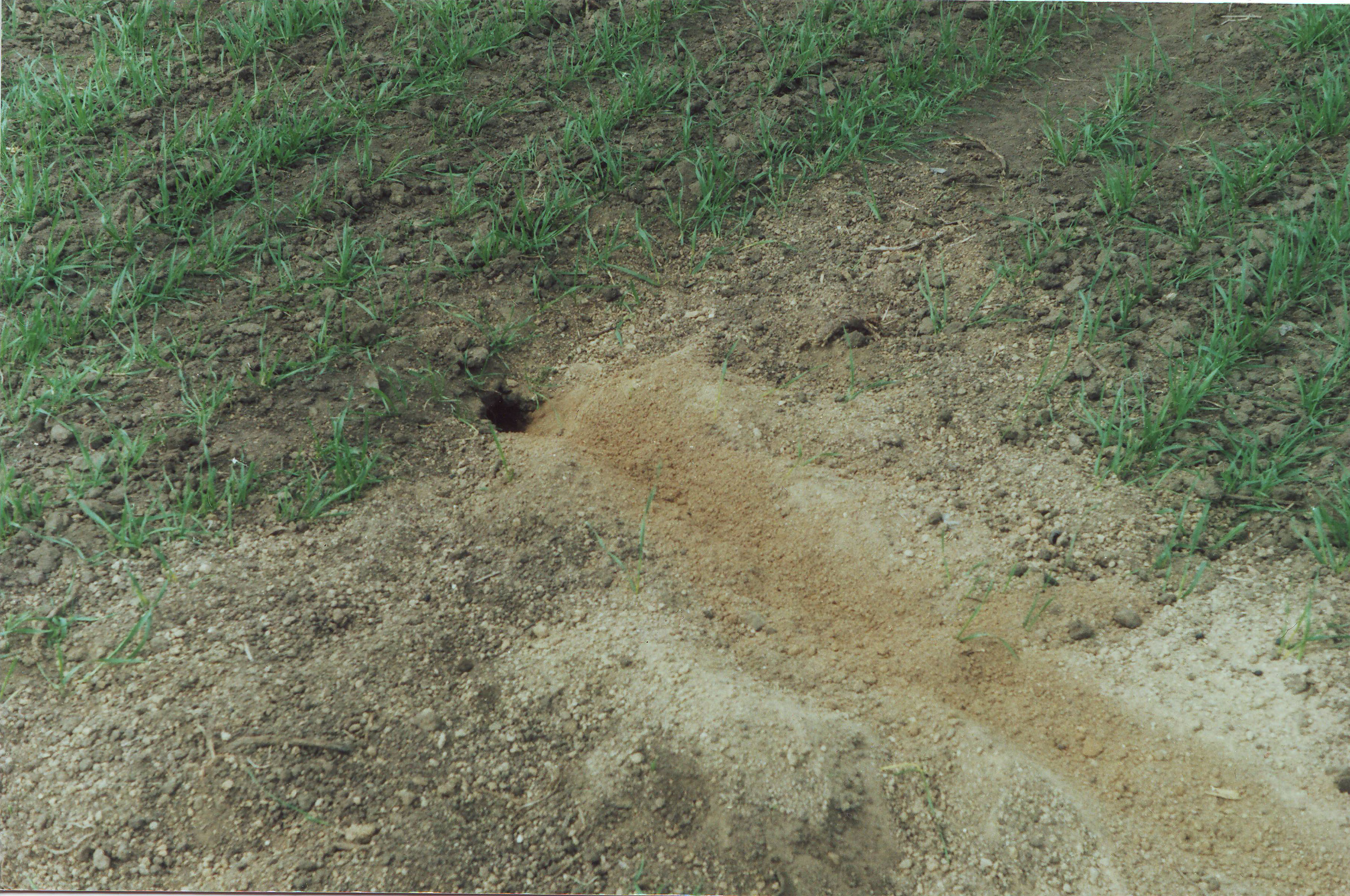
Nora susła w populacji śródpolnej – rejon Odessy, Ukraina

Bytowanie susła perełkowanego jest silnie związane z jednym typem siedliska – o charakterze stepowym, gdzie kontakt między koloniami nie jest utrudniany przez przeszkody naturalne, a niska roślinność pozwala na szybkie wypatrzenie zagrożenia. Odmienne upodobania w doborze siedliska zachowują populacje z Besarabii. Tam susły ulubiły sobie kamieniste zbocza dolin rzecznych i jarów. Liczące do kilkunastu tysięcy osobników zwarte kolonie zajmują zwykle obszar kilku czy nawet kilkudziesięciu hektarów pastwisk czy nieużytków. Kolonie oddzielają od siebie pasy roślinności uprawnej. Susły perełkowane chętnie zamieszkują także na poboczach dróg polnych, w samych polach upraw rolnych i na ugorach. Miejsce zamieszkania bywa z konieczności zmieniane przez okresowe zmiany upraw. Kolonie śródpolne funkcjonują niezależnie od kolonii zwartych. Mała śródpolna kolonia może się przekształcić w dużą, zwartą kolonię, gdy w okolicy powstanie duże, jednolite pastwisko.
Ważnym czynnikiem preferencji siedliska jest rodzaj gleby. Najbardziej pożądany jest czarnoziem leśno-stepowy, o glebie suchej i przewiewnej, co ułatwia kopanie i eliminuje powstawanie zastoisk wody opadowej. Susły lubią także lessowe gleby brunatne. Potrafią jednak radzić sobie z kopaniem nor nawet w terenie wapiennym czy rędzinach kredowych. Natomiast unikają terenów piaszczystych i obniżeń terenu, gdzie jest duże ryzyko zalania.
Klucz doboru lokalizacji stanowi jednak szata roślinna. Najbardziej sprzyjające warunki dla bytowania daje niska murawa pastwiskowa, gdzie trawa jest równomiernie skracana przez pasące się zwierzęta domowe. W ten sposób kształtuje się bowiem optymalne „pastwisko życiowe” o dość ujednoliconym składzie gatunkowym roślinności. Dominują w nim trawy pastwiskowe życica trwała i grzebienica pospolita oraz dwuliścienne: babka lancetowata, koniczyna biała, stokrotka pospolita i brodawnik jesienny. Zaprzestanie wypasu czy wykaszania traw pociąga za sobą nadmierny rozwój wysokiej i gęstej roślinności, która ogranicza widoczność, utrudnia poruszanie się i hamuje rozwój roślin dwuliściennych będących pokarmem susłów. Do gatunków, których ekspansja wypiera susły, zalicza się: kłosownica pierzasta, trzcinnik piaskowy oraz tarniny i głogi.

#### Nora

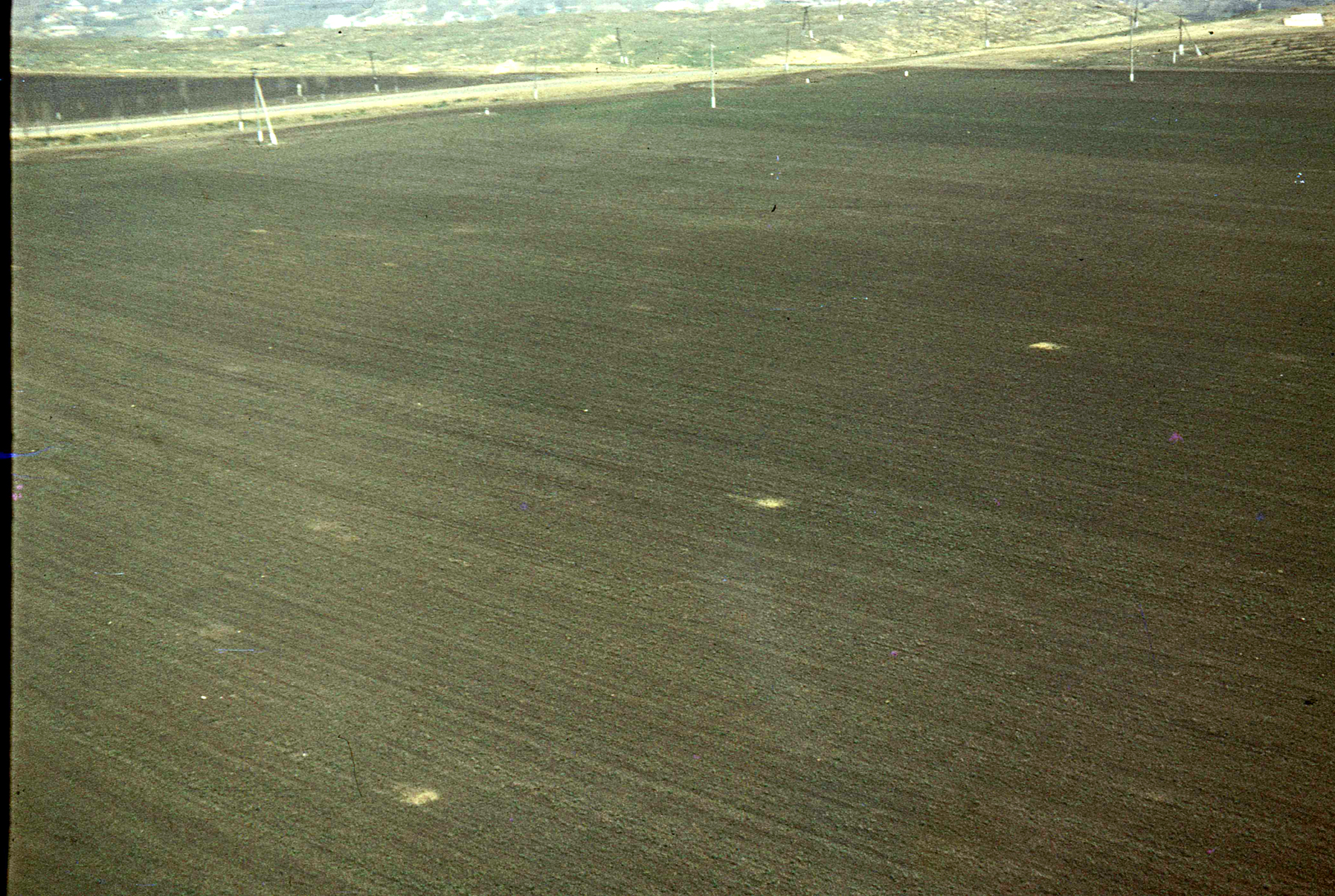
Zdjęcie nor z samolotu, 1998 (Ukraina)

Susły są zwierzętami naziemnymi, lecz znaczną część życia spędzają pod ziemią. Ich bezpieczną codzienną kryjówką, miejscem, w którym spędzają cały pierwszy miesiąc życia, oraz zimową sypialnią jest głęboka nora. Budowę nory suseł perełkowany rozpoczyna od zbudowania ukośnego korytarza, tzw. nory ukośnej. Długość tego korytarza bywa zróżnicowana – zwykle jest to od 83 do 717 cm, a w stosunku do powierzchni terenu jest on wykopywany pod kątem od 25 do 50° (przeciętnie 35–40°). W czasie budowy tego korytarza ziemia jest usuwana na zewnątrz. Na końcu nory ukośnej – na głębokości 60–150 cm – leży komora gniazdowa, główne miejsce zamieszkania oraz rozrodu. W kolejnym etapie rozbudowy nory suseł wykopuje pionowy korytarz, który zaczyna się w pobliżu komory gniazdowej i często nie zostaje dokończany przed zimą, ale kończy się ślepo około 20–30 cm poniżej poziomu terenu. Ziemia z wykopów służy za materiał do zamknięcia nory ukośnej. Na wiosnę suseł drąży tylko ostatni odcinek nory pionowej, dzięki czemu oszczędza energię. Od tej pory wejściem i wyjściem do nory jest tylko pionowa studzienka.
Typowa nora ukośna służy susłom głównie jako czasowe schronienie, więc rzadko na ich końcu budowane są komory gniazdowe. W sezonie letnim każdy suseł dysponuje zwykle dwoma norami: pionową i ukośną, zlokalizowanymi w odległości do kilkunastu metrów od siebie. Poza okresem godów i wychowania młodych nora zamieszkiwana jest tylko przez jednego susła. Do każdej nory wiedzie wyłącznie jeden otwór wejściowy.

#### Klasyfikacja nor
Usystematyzowanie funkcji poszczególnych nor nie jest proste, bowiem z czasem ich przeznaczenie może być zmieniane, zaś one same przebudowywane.
Można wyodrębnić trzy typy nor.
1. Nory gniazdowe – w skład których wchodzą komory i gniazda. Zwykle przeznaczone do zimowania lub wychowania młodych. Nory gniazdowe mają zazwyczaj pionowy korytarz wyjściowy.
2. Nory czasowo–komorowe – są wyposażone w komorę, ale bez gniazda. Służą do krótkotrwałego zamieszkania.
3. Nory ochronne – pozbawione komór. Mają służyć jako miejsce schronienia przed niebezpieczeństwem. Jeśli zostały zbudowane niedawno, to wiedzie do nich korytarz ukośny. Czasem nory ochronne powstają na bazie starych nor gniazdowych. Korytarz wyjściowy jest zwykle pionowy.

## Zagrożenia i ochrona

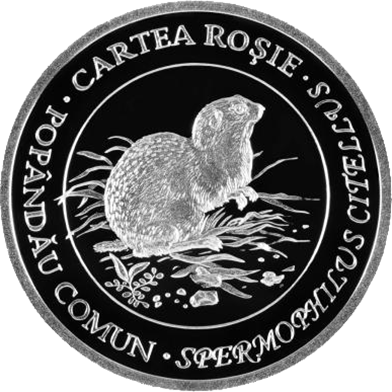
Mołdawska moneta o nominale 10 lei – seria: Czerwona Księga Republiki Mołdawii

Ssak ten niegdyś licznie występował na obszarach leśno-stepowych i półpustynnych południowo-wschodniej Europy. Stawał się coraz rzadszy z powodu zalesiania lub przeznaczania terenów obejmujących siedliska na cele rolnicze. Populacja susłów perełkowanych od 50 lat nieustannie się zmniejsza. Jako gatunek bliski zagrożenia (near threatened) umieszczony jest w Czerwonej księdze gatunków zagrożonych. Polska czerwona księga zwierząt zalicza S. citellus do kategorii EN, do której zaliczane są gatunki bardzo wysokiego ryzyka, silnie zagrożone w kraju ze względu na małą populację.
Gatunek objęty został ochroną prawną w Polsce w 1984 roku. Ochrona ta utrzymana została w kolejnych aktach prawnych. Obecnie suseł perełkowany wpisany jest na listę gatunków chronionych ściśle i wymagających ochrony czynnej. Zwierzę to chronione jest w sieci Natura 2000 w całej Unii Europejskiej, ponieważ wymieniony jest jako gatunek priorytetowy w załączniku dyrektywy siedliskowej. Chroniony jest także przez Konwencję o ochronie gatunków dzikiej flory i fauny europejskiej oraz ich siedlisk (tzw. konwencja berneńska).

### Projekty ochronne
Zwarte kolonie susła perełkowanego zostały objęte ochroną w rezerwatach i znalazły ochronę w sieci specjalnych obszarów ochrony siedlisk (SOO) europejskiej sieci ekologicznej Natura 2000. Lubelska Regionalna Dyrekcja Ochrony Środowiska prowadzi program „Ochrona stanowisk susła perełkowanego w Polsce – etap V / Utrwalanie efektu ekologicznego”.
Czynne działania polegają na regularnych badaniach monitoringowych zinwentaryzowanych siedlisk i populacji, pracach konserwacyjnych siedlisk oraz odkrywaniu i tworzeniu nowych kolonii. Uniwersytet Marii Curie-Skłodowskiej w Lublinie od ponad 10 lat prowadzi program „Ochrona stanowisk susła perełkowanego w Polsce”.
Zabiegi konserwacyjne polegają przede wszystkim na karczowaniu zarośli drzew i krzewów, nawożeniu, rekultywacji, koszeniu murawy i roślinności niskiej oraz organizowaniu wypasu zwierząt. Te zabiegi pozwalają zapewnić odpowiednią strukturę i skład gatunkowy roślinności w danej lokalizacji. Programy czynne przewidują także tworzenie nowych kolonii zwartych, bowiem tylko takie kolonie są objęte czynną ochroną konserwatorską.

### Problemy związane z ochroną gatunku
Podczas planowanej rozbudowy portu lotniczego Lublin–Świdnik stwierdzono, że żyjąca tam kolonia jest objęta unijną ochroną w ramach programu Natura 2000. Budowa została zablokowana, jednak udało się przeprojektować plany inwestycji tak, by respektowały prawo ochrony gatunku. Przebieg pasa startowego został skorygowany.